# Grarem Gouga
Grarem Gouga là một đô thị thuộc tỉnh Mila, Algérie. Dân số thời điểm năm 2002 là 36.482 người.